# Godzilla vs. SpaceGodzilla
Godzilla vs. SpaceGodzilla är en japansk film från 1994 regisserad av Kensho Yamashita. Det är den tjugoförsta filmen om det klassiska filmmonstret Godzilla.

## Handling
Godzilla hotas av två nya krafter: Mogera, ytterligare en FN-byggd maskin, och Space Godzilla, ett monster bestående av Godzillas partiklar i rymden.

## Om filmen
Filmen hade världspremiär i Japan den 10 december 1994, och svensk premiär på video i januari 1997.

## Rollista (urval)
- Megumi Odaka - Miki Saegusa
- Jun Hashizume - löjtnant Koji Shinjo
- Zenkichi Yoneyama - löjtnant Kiyoshi Sato
- Kenpachiro Satsuma - Godzilla
- Ryo Hariya - Space Godzilla
- Wataru Fukuda - Mogera

## Musik i filmen
Kao Tzen Mokation 4min12s. Teou Lotus Come on, Godzilla! 3min34s.Tikonics
Please(don't kill me) 1min23s. LORDS of SHOGUN
Nao so mu King Kong 9min53s. Andre Rieu